# 绉面草
绉面草（学名：Leucas zeylanica），为唇形科绣球防风属下的一个种。种名zeylanica意为斯里兰卡的。